# Дженнифер Стюарт
Дженнифер Стюарт (англ. Jennifer Stewart, настоящее имя — Дженнифер Нобл (англ. Jennifer Noble), род. 29 сентября 1968, Редондо-Бич, Калифорния) — бывшая американская порноактриса, лауреат премии AVN Awards.

## Биография
Дженнифер Стюарт (настоящее имя — Дженнифер Нобл) родилась 29 сентября 1968 года в штате Калифорния, в прибрежном городе Редондо-Бич, расположенном в округе Лос-Анджелес. До карьеры в порно играла небольшие роли в телесериалах, таких как Solid Gold. Позже работала танцовщицей в Диснейленде (Анахайм, Калифорния).
В 1989 году, в возрасте 21 года, дебютировала в порноиндустрии, в фильме Veil студии Vivid Entertainment, с которой Стюарт подписала свой первый крупный контракт. Также снималась для таких студий, как VCA Pictures, K-Beech, Sinister, Sin City, Erotic Video Network и Adam & Eve.
Также для Vivid в 1990 году снялась в фильме Out for Blood — своей первой картине с ролью без секса.
В 1991 году на AVN Awards победила в категории «лучшая новая старлетка», а также была номинирована в категории «лучшая актриса (фильм)» за роль в The Swap.
Стоит отметить главные роли в тетралогии Passages, снятой для Vivid Полом Томасом: Passages: Coming of Age, Passages 2: The First Degree, Passages 3: Working и Passages 4: Success.
На пике карьеры решила уйти из индустрии в 1992 году по личным причинам, снявшись в общей сложности в 33 фильмах. Сыграла под именем Jen Stewart в телекомедии Hot Springs Hotel.

## Награды и номинации
| Год  | Церемония  | Результат | Номинация              | Работа   |
| ---- | ---------- | --------- | ---------------------- | -------- |
| 1991 | AVN Awards | Победа    | Лучшая новая старлетка | н/д      |
| 1991 | AVN Awards | Номинация | Лучшая актриса (фильм) | The Swap |

## Избранная фильмография
- And The Envelope Please[15],
- Beat the Heat[16],
- Designer Genes[17],
- International Anal Queens 2[18],
- Jamie Loves Jeff 2[19],
- Killer[20],
- No Time for Love[21],
- Positions Wanted[22],
- Scarlet Fantasy[23],
- Torrid Without a Cause 2[24],
- Passages 1, 2, 3, 4.